# Saint-Romain-de-Monpazier
Saint-Romain-de-Monpazier là một xã, nằm ở tỉnh Dordogne vùng Aquitaine của Pháp. Xã này có diện tích 7,48 kilômét vuông, dân số năm 2007 là 78 người. Xã nằm ở khu vực có độ cao trung bình 116 m trên mực nước biển.

## Hành chính
| Danh sách các xã trưởng                |                  |                 |                  |          |
| Giai đoạn                              | Giai đoạn        | Tên             | Đảng             | Tư cách  |
| 1989                                   | tháng 3 năm 2008 | Daniel Monzie   | -                | -        |
| tháng 3 năm 2008                       | đương nhiệm      | Gérard Chansard | không chính thức | nông dân |
| Tất cả các dữ liệu trước đây không rõ. |                  |                 |                  |          |

## Thông tin nhân khẩu
| Năm    | 1962 | 1968 | 1975 | 1982 | 1990 | 1999 | 2007 |
| ------ | ---- | ---- | ---- | ---- | ---- | ---- | ---- |
| Dân số | 91   | 72   | 62   | 67   | 78   | 91   | 78   |